# Lauterburg (Coburger Land)
Die Schlossruine der Lauterburg liegt am Rande von Oberwohlsbach (Rödental) auf dem Spitzberg, einem Ausläufer des Thüringer Waldes am Südhang der Hohen Schwenge im Coburger Land. Das um 1700 gegründete Schloss wurde auf einer um 1150 gegründeten  Hangburg errichtet.

## Geschichte

### Ursprungsbau
Hermann Sterker (oder Starckeri), Burggraf von Meißen, gründete 1149 das Benediktinerkloster zu Mönchröden, heute Rödental, und dotierte es mit einer Anzahl von Dörfern und Gütern in der näheren Umgebung. In der Schenkungsurkunde sind die Weiler Plesten, Meilschnitz, Brüx, Weimersdorf, Bertelsdorf, Weidach, Wasungen, Walbur, Esbach und andere aufgeführt, die alle dem Geschlecht der Sterker zugeordnet waren. Ein Neffe des Burggrafen Sterker wurde zur gleichen Zeit als „Hermann Graf von Wolveswach“ genannt, dessen Stammburg im Ort gleichen Namens, heute Oberwohlsbach, vermutet wird. Der heute aus dem Ortsbild verschwundene Wolfsturm mag ein letzter Rest dieser Stammburg gewesen sein.
Der Name Lauterburg tauchte erstmals als „Castrum Luterberg“ 1156 auf, als dorthin der Adel des Landes berufen wurde, um die Rechtslage des Klosters in Mönchröden zu klären. Zu dieser Versammlung hatte Markgraf Konrad von Meißen aus dem Hause Wettin als der vom Kaiser eingesetzte Landesherr der Grenzmark, von der der Amtsbezirk des Burggrafen nur einen Teil umfasste, geladen. Fürsten des Coburger Landes waren bis 1230 die Grafen von Henneberg, die die Lauterburg an die Sterker zu Lehen vergaben, in der Folgezeit war der Bischof von Würzburg Landesherr. Der Wolveswach-Zweig der Sterker scheint mit Graf Hermann ausgestorben zu sein. 

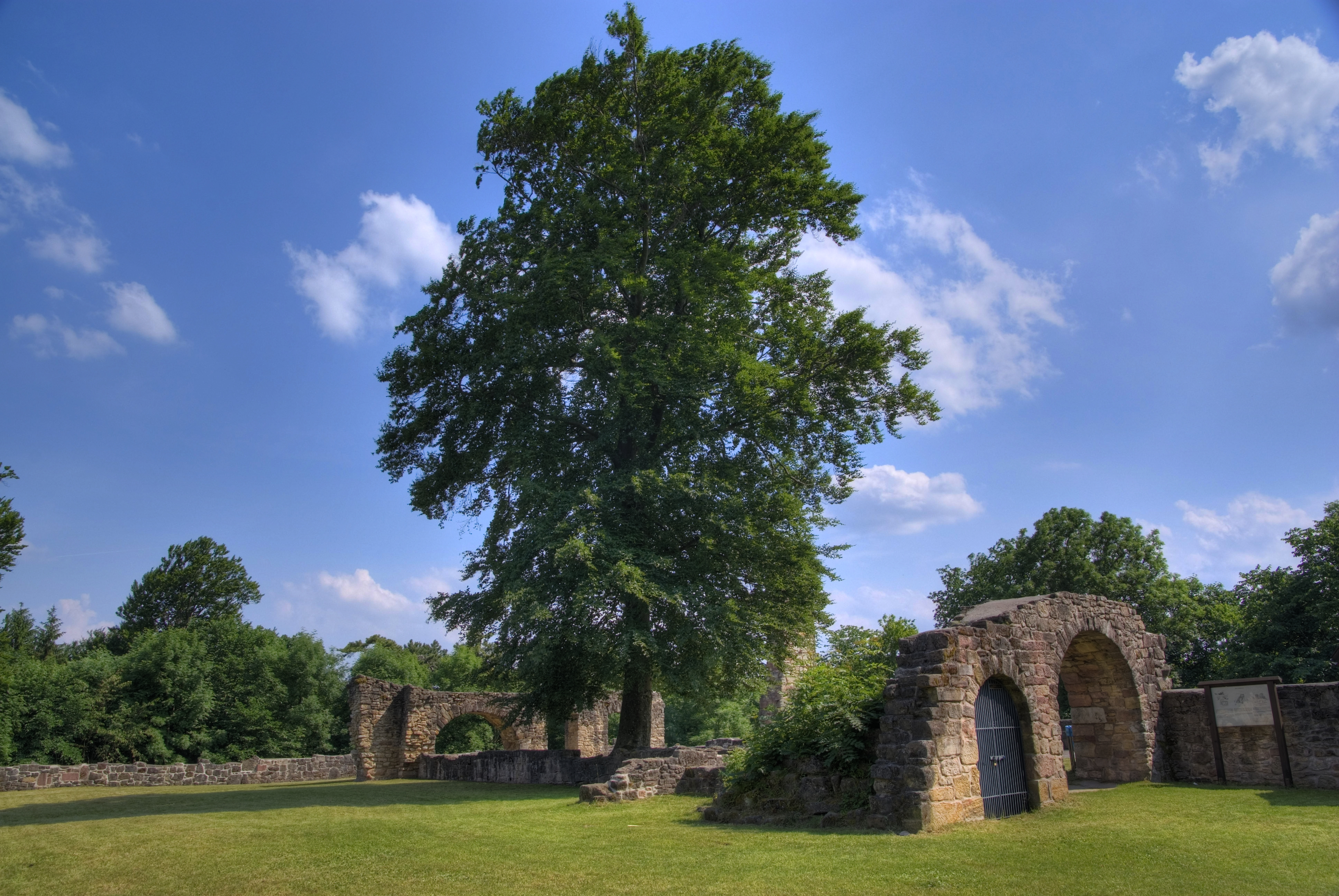
Innenhof

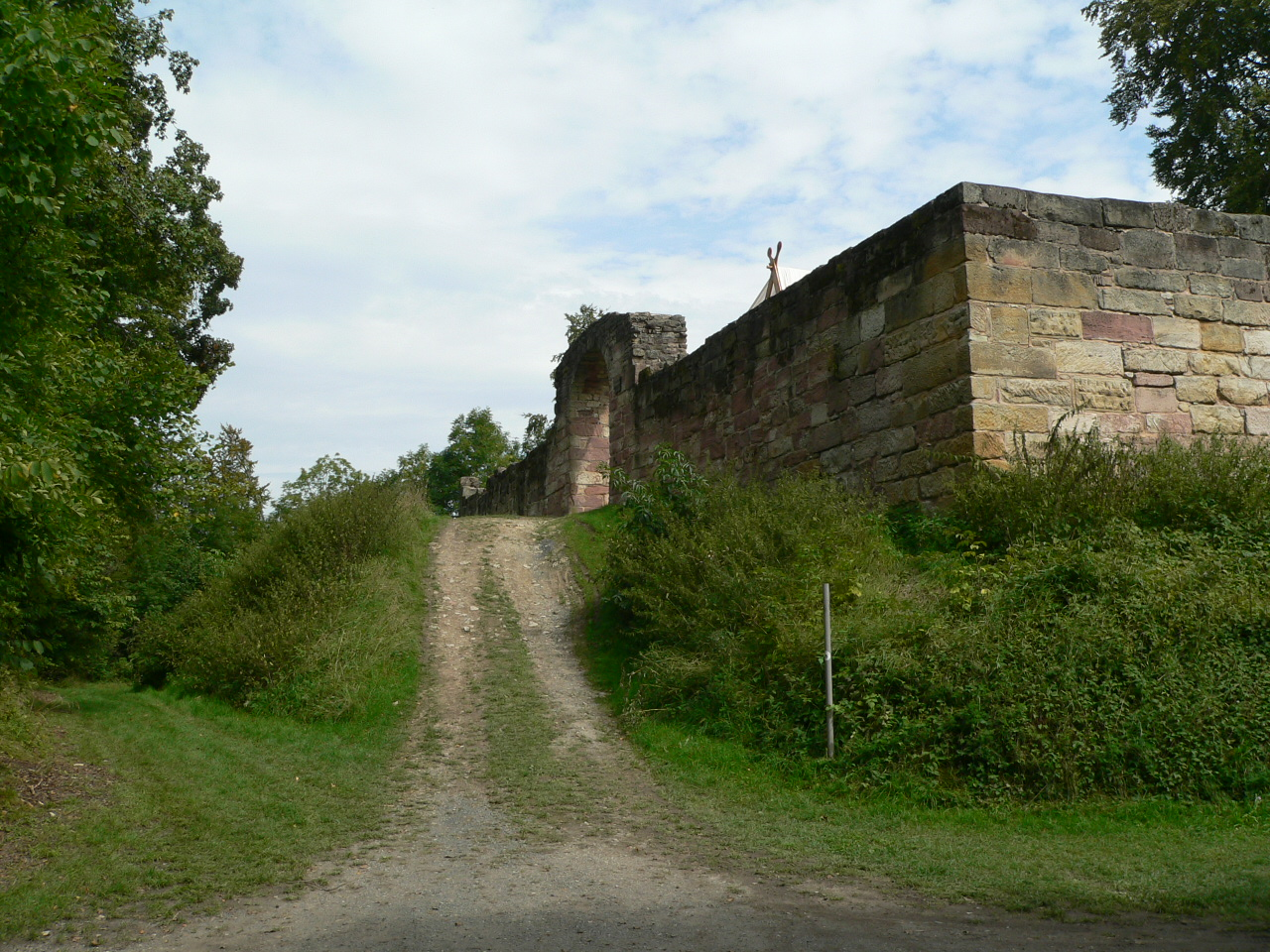
Lauterburg, Aufgang

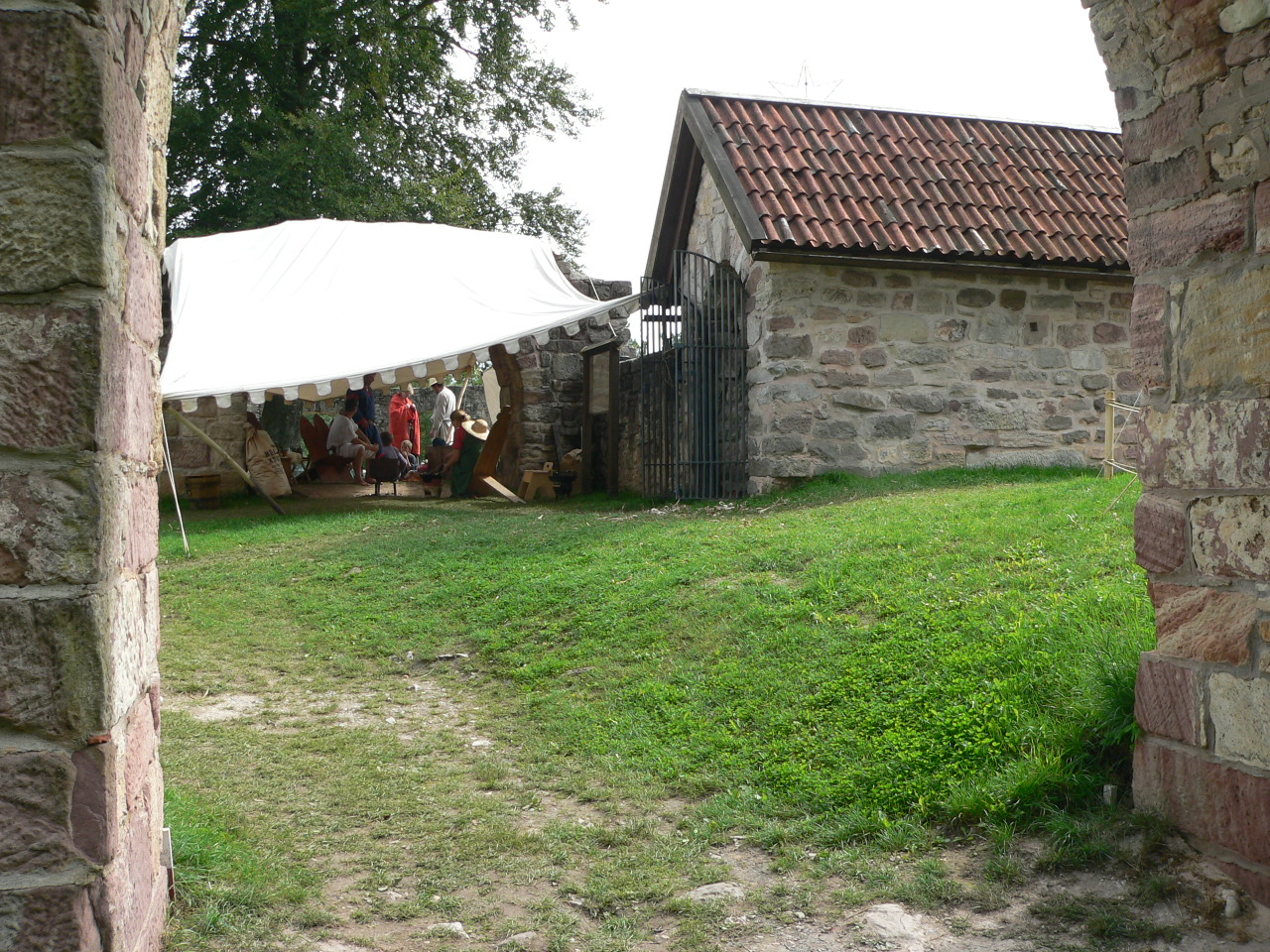
Lauterburg, Innenhof

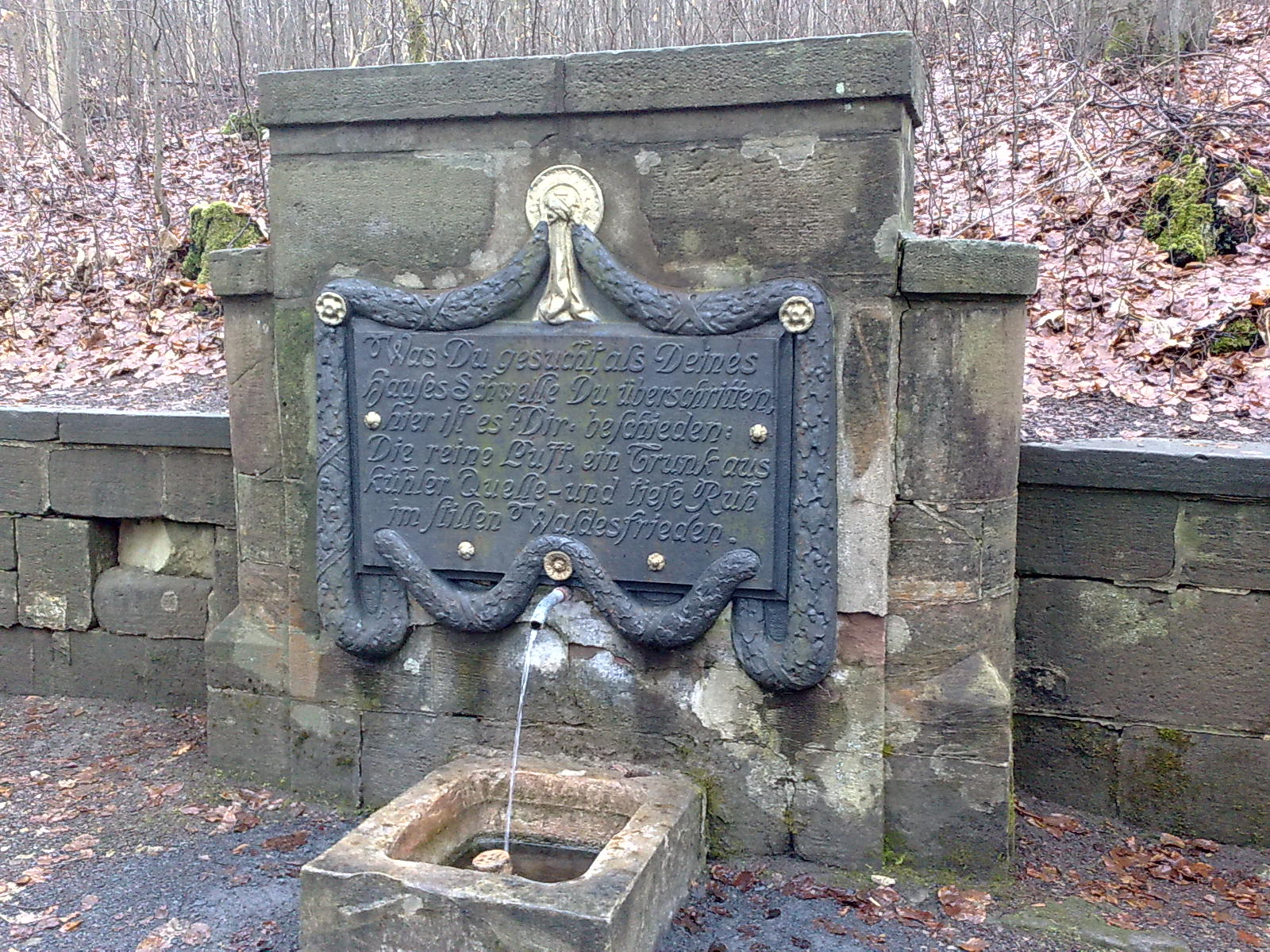
Herzogsbrunnen im Forst an der Lauterburg, Treffpunkt der Jagdgesellschaften Coburger Herzöge

Die Schalkauer Linie der Herren von Schaumberg trat als Ganerbe ein und hatte das Lehen mit einer kurzen Unterbrechung am Anfang des 15. Jahrhunderts bis zum Tod von Ludwig Ernst von Schaumburg zu Lauterburg im Jahre 1694 inne.
Im Dreißigjährigen Krieg diente die Lauterburg den lutherischen Bauern als Zufluchtsort vor den brandschatzenden Kaiserlichen, bis die Festung 1635 von 25 Reitern und 20 Musketieren der Truppe des Generals Lamboy eingenommen wurde. Die Burg wurde ausgeraubt und niedergebrannt, ebenso der dazugehörende Gutshof, in dem 44 Pferde eingestellt waren. Das ausgedehnte Ackerland mit Weingärten und Hopfenanlagen wurde ebenfalls verwüstet. Die Herrschaft mit Pfarrer und Gesinde konnte sich in die Wälder Thüringens retten. Graf Ludwig-Ernst, dessen einziger Sohn bei diesem Überfall zu Tode gekommen war, ließ die Lauterburg nach dem Kriegsende nur notdürftig wieder aufbauen. Er hinterließ nur eine Tochter, die das Mannlehen nicht erben konnte.
So kam 1694 die Burg an den Freiherrn Bachoff von Echt. Dieser verkaufte sein Lehen an den Herzog Friedrich von Gotha, der es wiederum seiner Tochter Dorothea Marie als Heiratsgut gab. Dadurch ging die Lauterburg 1704 an ihren Gemahl, den Herzog Ernst Ludwig von Meiningen über.

### Nachfolgebau
Dem jagdfreudigen Fürsten gefiel diese Mitgift seiner Frau, nicht zuletzt wegen der ausgedehnten, über 100 Quadratkilometer umfassenden Jagdgründe, die zur Lauterburg gehörten. Er ließ die Reste der alten Burg abreißen und auf den Grundmauern ein Jagd- und Lustschloss errichten. Das repräsentative neue Gebäude im Rokoko-Stil mit seinen drei Stockwerken besaß zwei Seitenflügel. Insgesamt 169 Fenster bildeten das Maßwerk. Die Meininger nannten fortan das Schloss nach seinem Besitzer „Ludwigsburg“.
Mit dem großzügigen Bau schien sich der Herzog jedoch finanziell übernommen zu haben. Ein Teil des Daches wurde nicht gedeckt und auch eine Reihe der vielen Fenster erhielt nie Läden, Rahmen und Verglasung. Von seinen Söhnen konnte er keine Hilfe erwarten, da sie kein Interesse an dem Jagdschloss außerhalb ihres Herzogtums zeigten. So blieb das Schloss stets unvollendet.
Mit dem Tod des Herzogs Karl Friedrich von Meiningen starben 1743 die männlichen Nachkommen Ernst Ludwigs aus. Nun erhoben die Sachsen-Coburg-Saalfelder Herzöge Christian Ernst und Franz Josias Anspruch auf den Besitz, sich durch eine 50 Jahre zuvor verfasste Resolution zwischen den Herzögen Albrecht von Coburg und Friedrich II. von Gotha im Recht wähnend. Die Gothaer sahen das jedoch anders und besetzten gewaltsam die Ludwigsburg. Es folgte ein offenbar sehr oberflächlich geführter Reichsgerichtsprozess, in dem der Besitz der Herzogin Luise Dorothea von Sachsen-Gotha zugesprochen wurde, anscheinend selbst zu deren großer Überraschung, hatte sie doch vorsorglich, um den Wert des Schlosses für die Coburger herabzusetzen, das Dach gänzlich abdecken lassen.

### Verfall
Durch diese voreilige Maßnahme wurde das Schloss unbewohnbar. Erst 1804 ging der Besitz durch einen Vergleich mit einer verhältnismäßig geringen Summe an Coburg zurück und erhielt wieder seinen ursprünglichen Namen Lauterburg.
Nun war die Burg schon fast zur Ruine geworden, konnten doch 60 Jahre lang Schnee und Regen in die oberen Stockwerke ungehindert eindringen. Zwar standen die Mauern des ausladenden Baues noch, aber an einen Wiederaufbau war nicht zu denken, da die neuen Besitzer mit zahlreichen anderen Bauvorhaben beschäftigt waren (Bau des Landestheaters Coburg, Umbau von Schloss Ehrenburg und anderen).
In den nächsten 125 Jahren wurde die Lauterburg, nun endgültig dem Verfall preisgegeben, als billiger Steinbruch verwendet. Nach dem Zweiten Weltkrieg ragten nur noch Teile der ehemaligen Fensterfront aus dem Wald auf dem Spitzberg. Von den ursprünglich 169 Fenstern waren nur noch 14 hohe Mauerdurchbrüche mit wenigen steinernen Fensterkreuzen übrig geblieben.
Am 21. März 1959 sprengte man die vom Einsturz bedrohten Mauerreste. Die Lauterburg hörte auf zu existieren.

## Ruine
Nach der Sprengung verblieb zwischen den ehemaligen Grundmauern ein Schuttberg mit einer Reihe großer, unzerborstener Mauerblöcke. Darunter blieben ein lang gezogener tonnengewölbter Kellerraum aus dem 16. Jahrhundert und ein schmaler, niedriger Kellergang mit rundbogigem Eingang, der zu einem im Volksmund „Hexenküche“ genannten Gewölbe führt, einigermaßen erhalten.
Etwa 1970 entdeckte der Coburger Hofbildhauer Scheler in den Trümmern ein großes, guterhaltenes, augenscheinlich hennebergisches Wappen „von guter Arbeit“. Einige Zeit später, als er den Stein bergen wollte, war er zerstört.
1989 begann der Heimatverein Rödental e. V. mit der Sicherung der Ruine. Sie wurde vom Bauschutt befreit und brauchbare Reste wurden zur Wiederverwendung hergerichtet. Es gelang bis 1999, die Mauern dem Grundriss entsprechend wieder niedrig aufzurichten und die Lauterburg für das Publikum begehbar zu machen. Auch das Tonnengewölbe und die „Hexenküche“ wurden gesichert.
In der Burgruine finden wieder Veranstaltungen statt und von der Südmauer aus genießt der Wanderer den weiten Ausblick ins Tal der Itz.

## Literatur

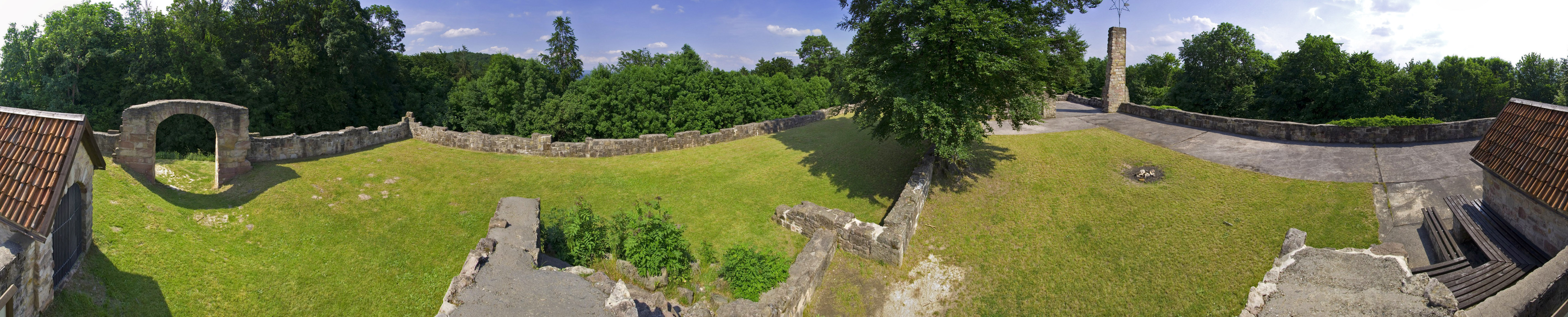
360° Panorama